# Orde van het Adelaarskruis

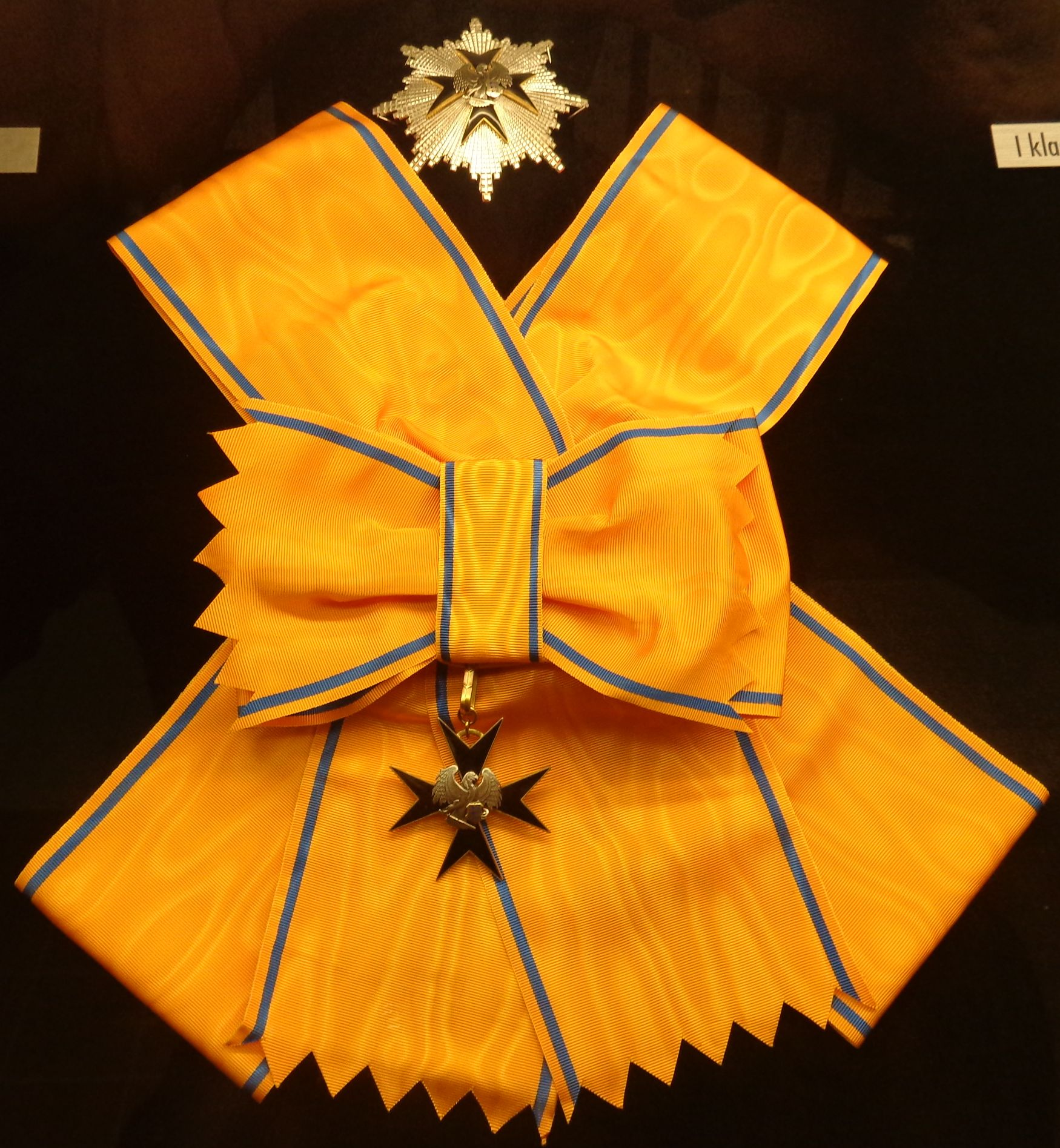
Eerste Klasse

De Orde van het Adelaarskruis (Estisch: Kotkaristi teenetemärk) is voortgekomen uit het Kruis van het Verdedigingsverbond dat in 1928 een vrijwel gelijkvormig ereteken instelde. De Orde wordt sinds 1936 door de regering van Estland verleend om militaire verdiensten en verdienste voor de landsverdediging te belonen.
Er werd ook een Militaire Orde van het Adelaarskruis ingesteld. Deze is gelijk aan de orde maar kenmerkt zich door de gekruiste gouden zwaarden op de ster en de zwaarden boven het kleinood. Het lint en het kleinood zijn gelijk.

## Graden
- De Estse president is de Grootmeester van de orde.

- Eerste Klasse (Vergelijkbaar met Grootkruis)

Men draagt het versiersel aan een breed oranje lint met een smalle blauwe bies over de rechterschouder. Op de linkerborst wordt de zilveren ster gedragen.
- Tweede Klasse (Vergelijkbaar met Grootofficier)

Men draagt het versiersel aan een oranje lint met een smalle blauwe bies en een blauwe middenstreep om de hals. Op de linkerborst wordt de zilveren ster gedragen.
- Derde Klasse (Vergelijkbaar met Commandeur)

Men draagt het versiersel aan een oranje lint met een smalle blauwe bies en een blauwe middenstreep om de hals.
- Vierde Klasse (Vergelijkbaar met Officier)

Men draagt het versiersel aan een oranje lint met een smalle blauwe bies met rozet op de linkerborst.
- Vijfde Klasse (Vergelijkbaar met Ridder)

Men draagt het versiersel aan een oranje lint met een smalle blauwe bies op de linkerborst.
- Gouden Kruis

Men draagt het versiersel aan een oranje lint met drie smalle blauwe middenstrepen op de linkerborst.
- Zilveren Kruis

Men draagt het versiersel aan een oranje lint met twee smalle blauwe middenstrepen op de linkerborst.
- Bronzen Kruis

Men draagt het versiersel aan een oranje lint met een smalle blauwe middenstreep op de linkerborst.

## Versierselen
Het versiersel is een zwart geëmailleerd kruis met acht punten. In het midden is een zilveren adelaar met een gouden schild en een zwaard gelegd. Op het medaillon van de keerzijde staat "24 II 1928" en op de horizontale armen staat het motto "PRO PATRIA" in gouden letters. De zilveren ster heeft acht lange en acht iets kortere stralen.

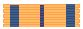
Lint IIe en IIIe Klasse

Het lint is oranje met een wisselend aantal smalle blauwe strepen langs de randen of in het midden.
De IIe en IIIe Klasse dragen een lint met een smalle middenstreep.
De drie kruisen zijn niet geëmailleerd, daar ligt de zilveren adelaar op vier bronzen, zilveren of vergulde zilveren armen.